# ارمنگارد، کنتس من
ارمنگارد، دختر الیاس یکم، کنت من و ماتیلدا، کنتس من و بانوی شاتو د لور بود. وی همچنین همسر نخست فولک آنژو ــ که بعدها پادشاه اورشلیم شد ــ بود. پس از مرگ وی، فولک از آنژو عازم شرق و اراضی مقدس شد و بعدها با ملیساند ازدواج کرد.